# Aranyküllő
Az aranyküllő vagy északi hangyászküllő (Colaptes auratus) a madarak (Aves) osztályának a harkályalakúak (Piciformes) rendjébe, ezen belül a harkályfélék (Picidae) családjába tartozó faj.

## Előfordulása
Alaszka és Kanada erdeinek északi határától egészen a Mexikói-öbölig és a Nagy-Antillákig honos. Elterjedési területén nagy számban fordul elő.
Az Amerikai Egyesült Államok Alabama államának hivatalos madara, mely becenevét, az „Aranyküllő állam” („Yellowhammer State”) elnevezést róla kapta.

## Alfajai
- Colaptes auratus auratus (Linnaeus, 1758) – Sziklás-hegység keleti részén
- Colaptes auratus cafer (Gmelin, 1788)
- Colaptes auratus chrysocaulosus Gundlach, 1858
- Colaptes auratus collaris Vigors, 1829
- Colaptes auratus gundlachi Cory, 1886
- Colaptes auratus luteus Bangs, 1898
- Colaptes auratus mexicanus Swainson, 1827
- Colaptes auratus nanus Griscom, 1934
- †Colaptes auratus rufipileus Ridgway, 1876

A mai rendszerezés szerint, a korábban alfajnak vélt Colaptes auratus mexicanoides-t önálló faji szintre emelték, Colaptes mexicanoides Lafresnaye, 1844 néven.

## Megjelenése
Testhossza 32-33 centiméter. Háta barna, fekete csíkos mintázatú. Hasoldala aranysárga, fekete pöttyökkel, tarkóján piros sáv látható. Merev tollai segítik a támaszkodást. Alfajtól függően fekete vagy vörös bajuszsávja van. Lába erős, meg tud vele kapaszkodni a fatörzseken. Négy ujja van, melyeken erős karmok helyezkednek el. Csőre hosszú, hegyes és erős, alkalmas a fészekodvak kivájására és a táplálékkeresésre. A tojó kinézete a bajuszsáv hiányától eltekintve megegyezik a hímével.

## Életmódja
Faodvakban fészkel és általában a talajon keres táplálékot. Tápláléka rovarok, főként hangyák, bogyók, csonthéjas termések és gyümölcsök.

## Szaporodása
Az ivarérettséget egyévesen éri el. A költési időszak tavasszal van. Évente egyszer költ. A fészekalj 5–10 fehér tojásból áll. Ezeken mindkét szülő 14–16 napig kotlik. A fiatal madarak 25–28 nap után repülnek ki, de még egy hónapig a szülőkkel maradnak.
|  |  |